# Bell YOH-4
Bell YOH-4 (спочатку YHO-4) — був однодвигунним, одногвинтовим, легким вертольотом яки було розроблено для участі у програмі армії США на Легкий вертоліт спостереження. Хоча YOH-4A не виграв у конкурсі, Bell переробили його на гладкий Bell 206A JetRanger для цивільного ринку, де він тривалий час користувався попитом. У 1967 армія відновила програму ЛВС, де було обрано вертоліт на базі 206A — OH-58 Kiowa.

## Розробка
14 жовтня 1960 ВМС США звернулась до 25 літакобудівних компаній з запитом на пропозицію від імені армії для участі у конкурсі на Легкий вертоліт спостереження (ЛВС). Bell вступив у змагання з 12 іншими виробниками, в тому числі з Hiller Aircraft і Hughes Tool Co., Aircraft Division. У січні 1961 Bell представили Design 250 (D-250), який був пізніше назван YHO-4. 19 травня 1961 Bell і Hiller були визнані переможцями змагання.
Bell випустив п'ять прототипів D-250, як Model 206, у 1962, перший прототип піднявся у повітря 8 грудня 1962. У тому ж році, всі літальні апарати почали позначати за новою системою позначень Joint Services, тому прототипи вертольотів отримали назву YOH-4A  Після льотних випробувань прототипів Bell, Hughes і Fairchild-Hiller, було обрано Hughes OH-6 у травні 1965.
Після не отримання військового контракту, Bell зробили спробу вийти на цивільний ринок з вертольотом Model 206, але успіху не мали. Дослідження ринку компанією Bell показали, що користувачі визнали конструкцію фюзеляжу неприємною. Bell переробили конструкцію корпусу планеру на більш гладку та аеродинамічну і представили новий вертоліт під назвою Bell 206A JetRanger.

## Варіанти

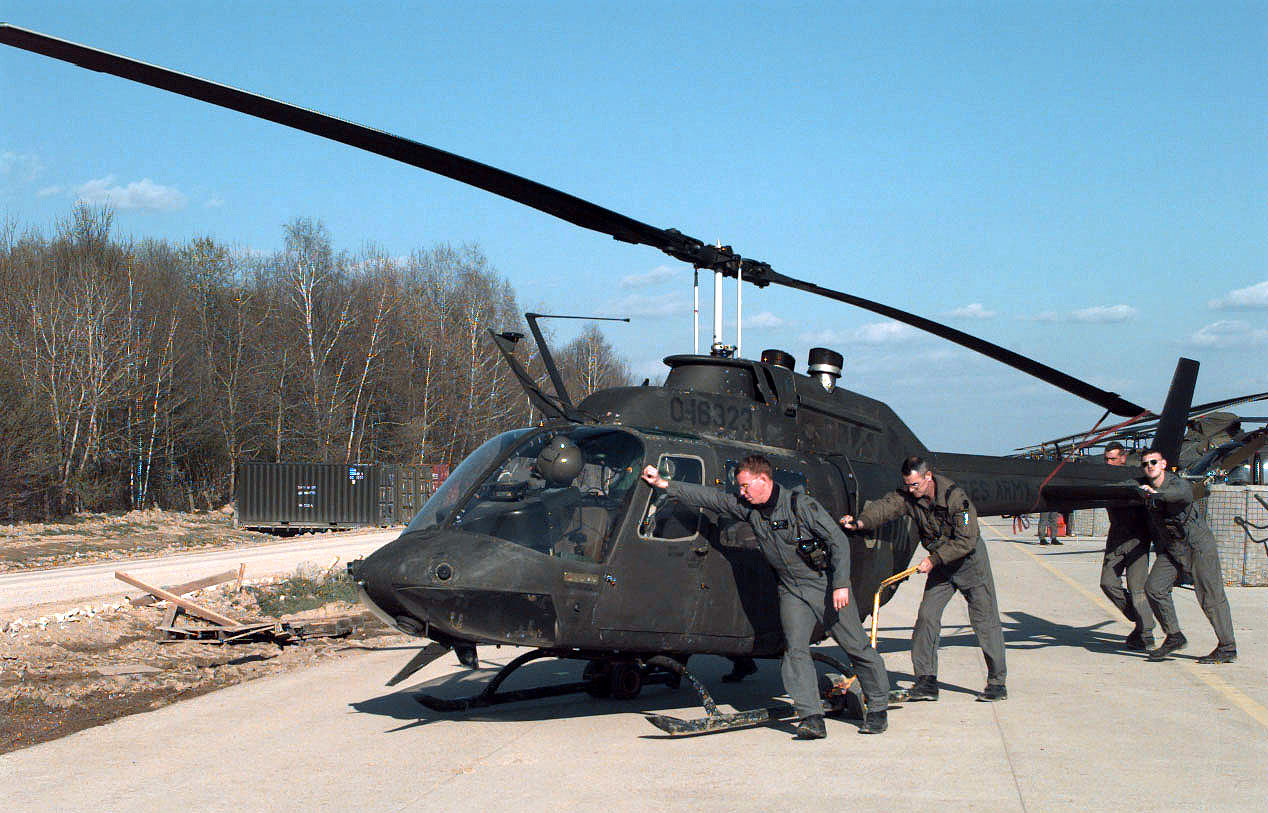
OH-58 Kiowa

YHO-4
Bell 206 з двигуном потужністю 250 к.с. T63-A-5 для армійських випробувань, побудовано п'ять, пізніше отримав назву YOH-4A
YOH-4A
Перейменований YHO-4.

## Оператори
США
- Армія США

## Екземпляри які залишилися
Екземпляр який залишився OH-4A 62-4202 зберігається у сховищі Музею Армійської Авіації, форт Рукер, Алабама.

## Льотно-технічні характеристики (OH-4A)
Джерело: U.S. Army Aircraft Since 1947
Основні характеристики
- Екіпаж: 1 пілот
- Пасажиромісткість: 3 пасажири або 2 ношів
- Довжина: 11,79 м
- Висота: 2,69 м
- Діаметр несучого гвинта: 10,13 м

- Маса порожнього: 697 кг
- Максимальна злітна маса: 1150 кг
- Силова установка: 1 × турбовальний Allison T63-A-5  250 кс ( 186 кВт)

Льотні характеристики
- Крейсерська швидкість: 179 км/год
- Практична дальність: 455 км